# Món cuốn

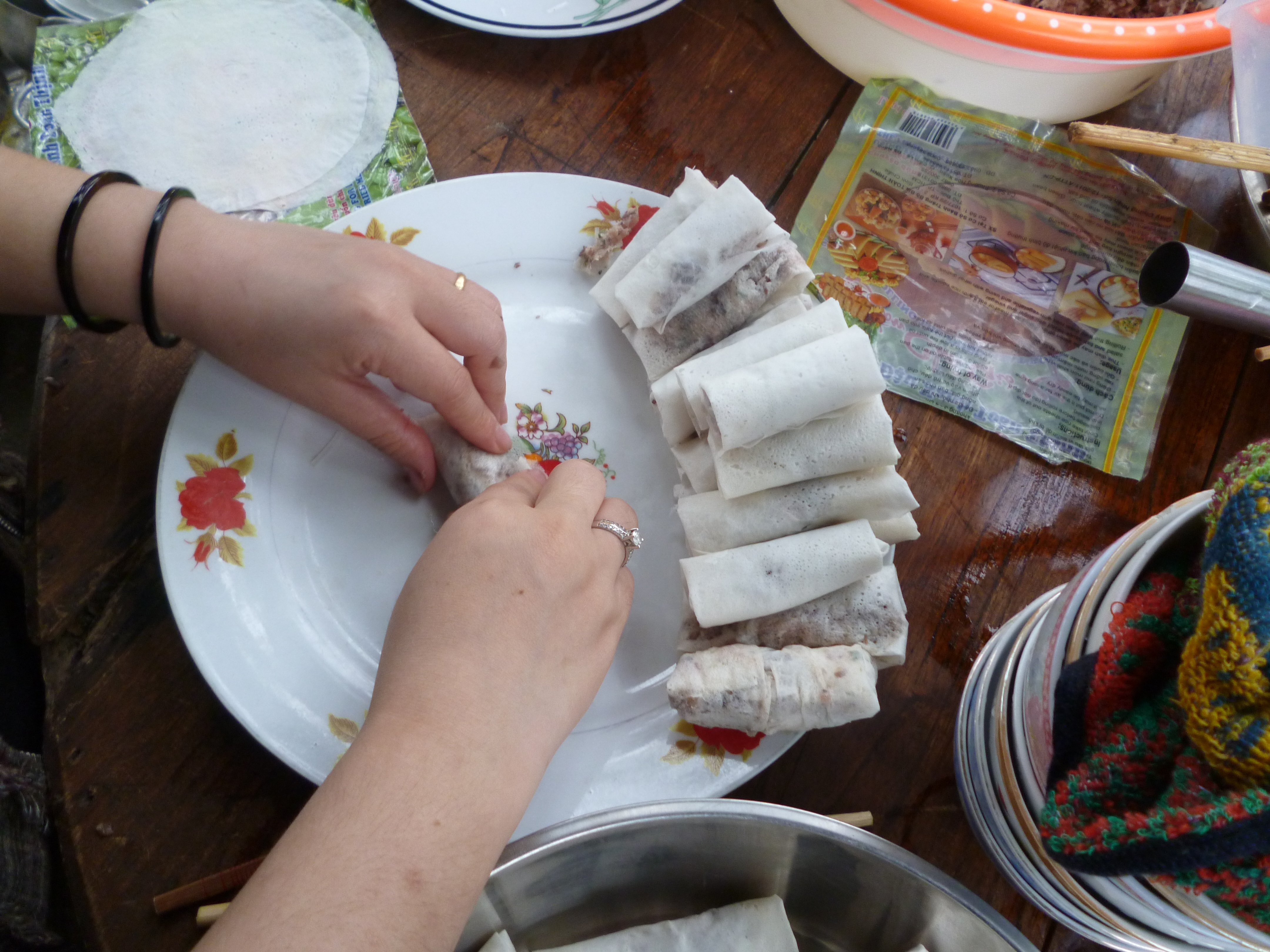
Nem được cuốn trước khi rán

Món cuốn (Spring roll) là một loạt các món khai vị ở dạng cuộn/cuốn hoặc điểm tâm được tìm thấy trong ẩm thực Đông Á, ẩm thực Nam Á, ẩm thực Trung Đông và ẩm thực Đông Nam Á và các quốc gia trên thế giới trong đó có Việt Nam. Nó gồm vỏ bánh tráng từ bột gạo hay bột mì và có nhân rau và thịt; cũng như tên gọi, khác nhau đáng kể trong khu vực rộng lớn này, tùy thuộc vào văn hóa của khu vực.
Món cuốn là những món ăn thông dụng ở châu Á bao gồm nhiều loại nguyên liệu được cuốn trong bánh tráng hoặc gói cuộn trong các loại lá rau, nó có thể bao gồm rau và lá thảo mộc, hoặc các loại rau khác. Nhiều loại nguyên liệu có thể cho phép mọi người chỉ chọn những gì họ muốn, theo khẩu vị của họ. Món ăn luôn được ăn với nước chấm gọi là nước mắm. Món cuốn là món ăn thủ công, trong đó các nguyên liệu được chiên nhưng thực khách tự chế biến món cuốn của mình. Nó cũng là một loại thức ăn nhanh thực sự vì quá trình chiên của nó nhưng được phát minh từ ngày xưa. Món cuốn thể hiện sự đa dạng phong phú của ẩm thực và con người Việt Nam. Nhìn món cuốn, người khác có thể nhận ra sự khéo léo của họ, đặc biệt là phụ nữ (câu tục ngữ: “Học ăn, học nói, học gói, học mở”).

#### Trung Quốc

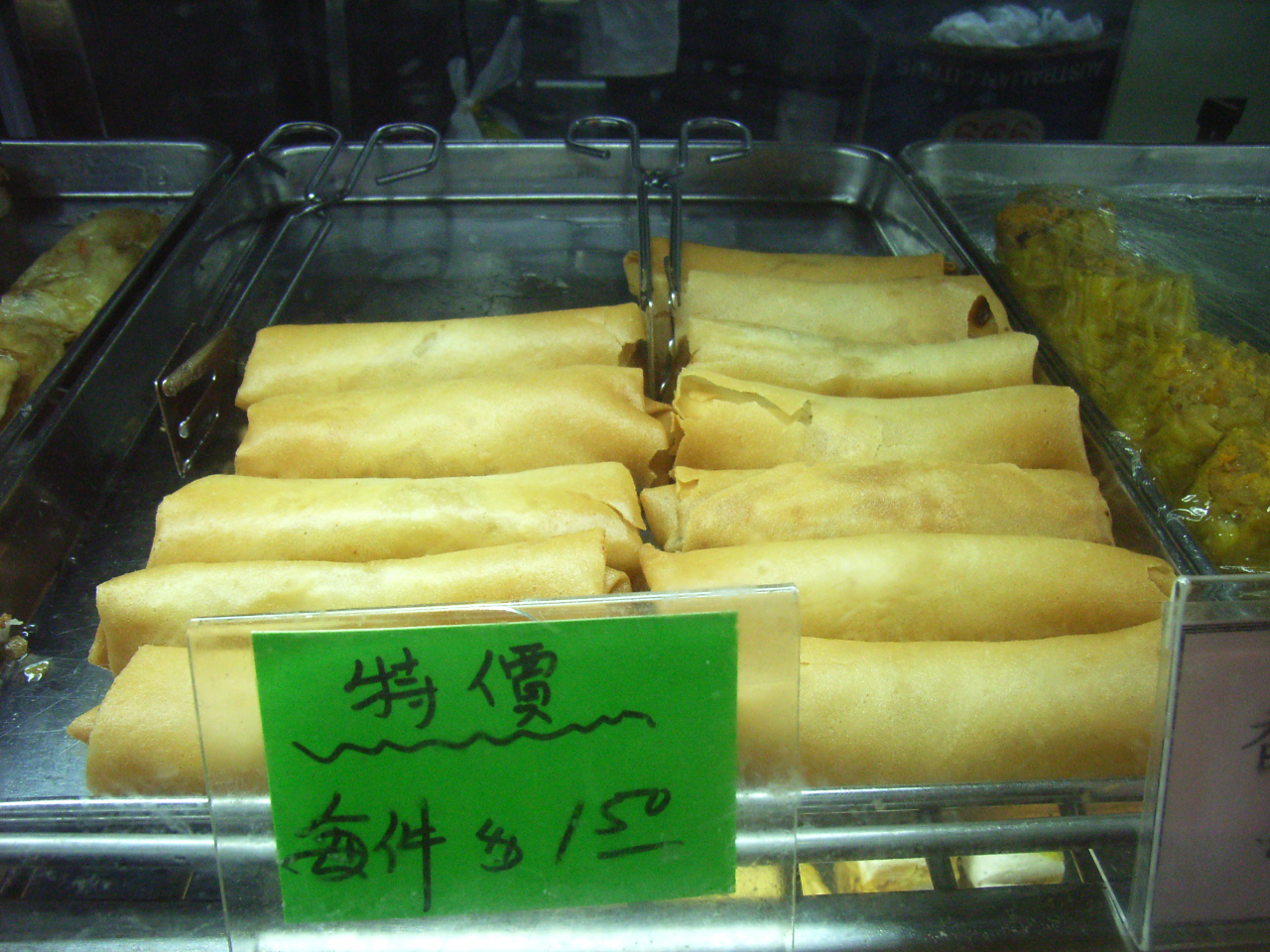
Chả giò được bán ở một quầy dimsum ở Hồng Kông

#### Hồng Kông

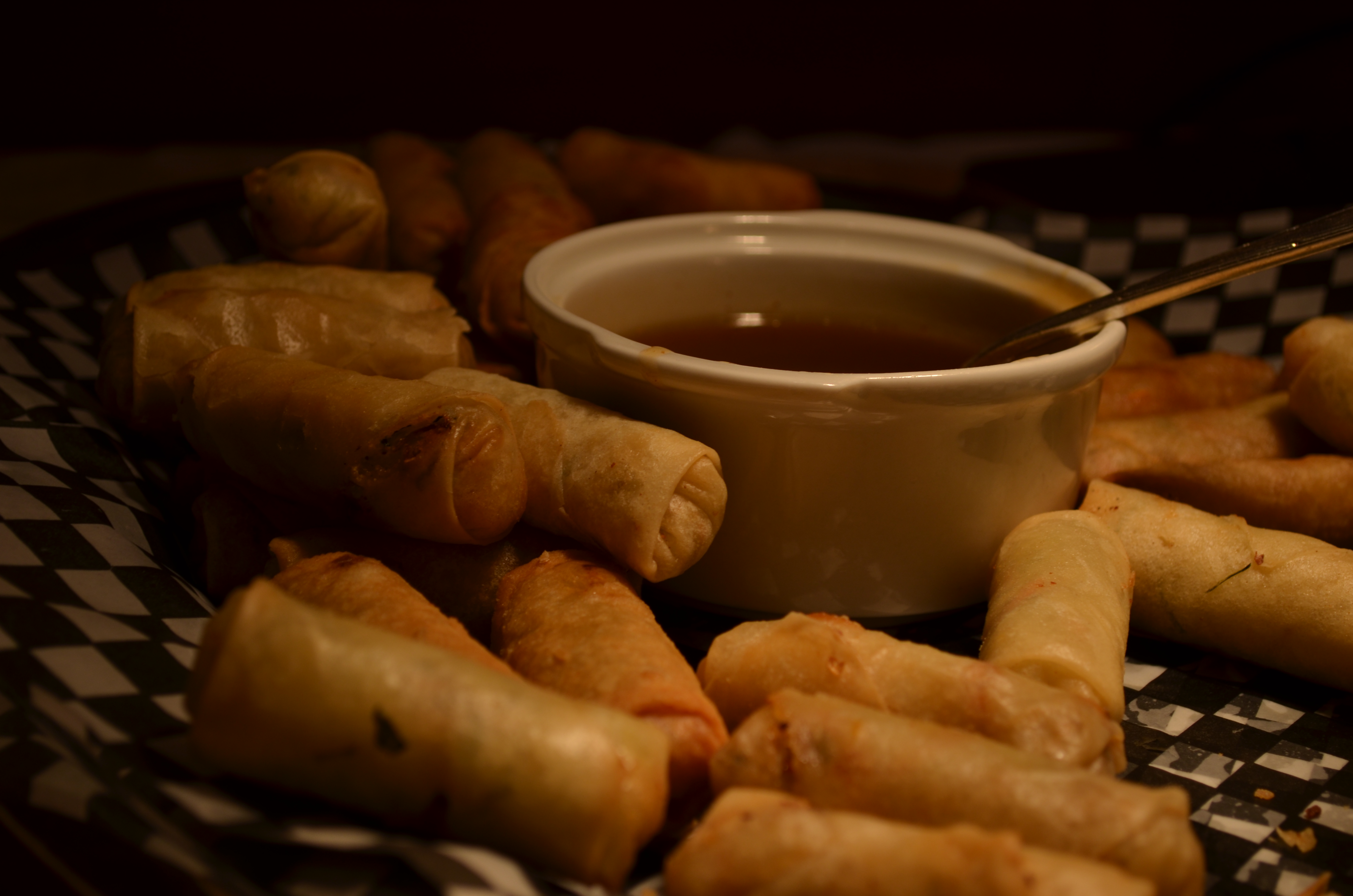
Chả giò Hồng Kông

#### Đài Loan

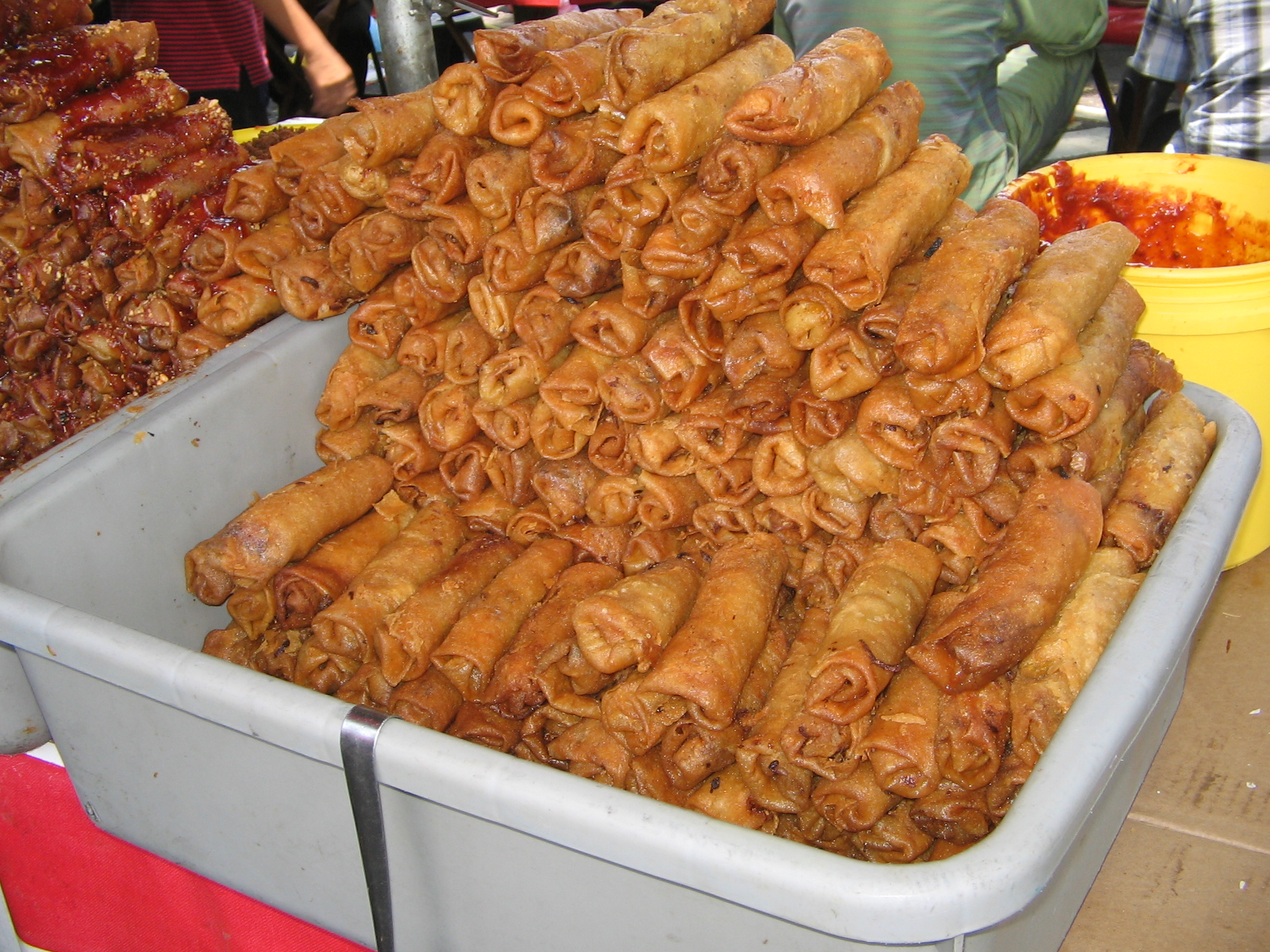
Quán hàng rong bán chả giò ở Đài Bắc

#### Đông Nam Á

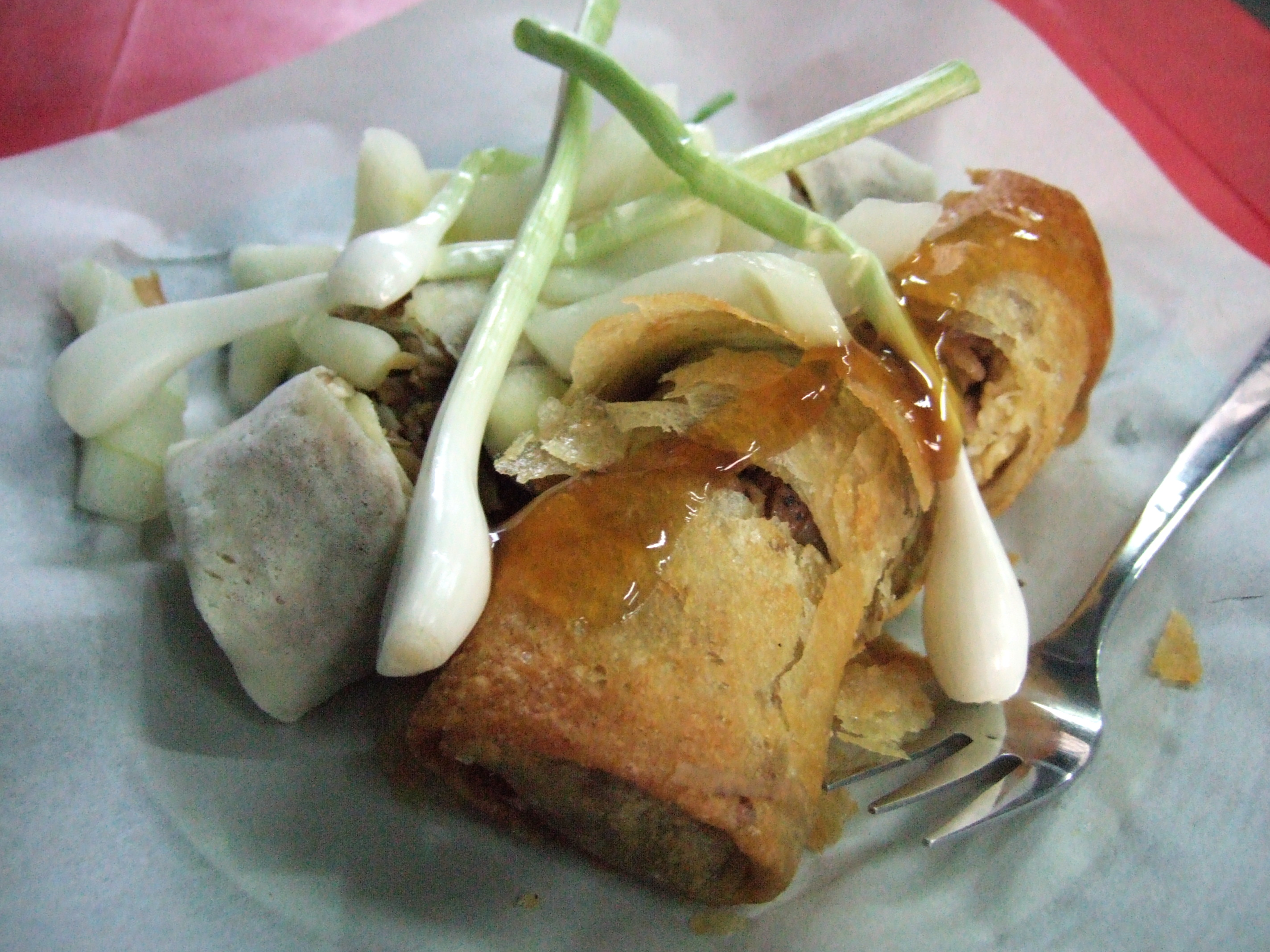
Chả giò lumpia của Philippines

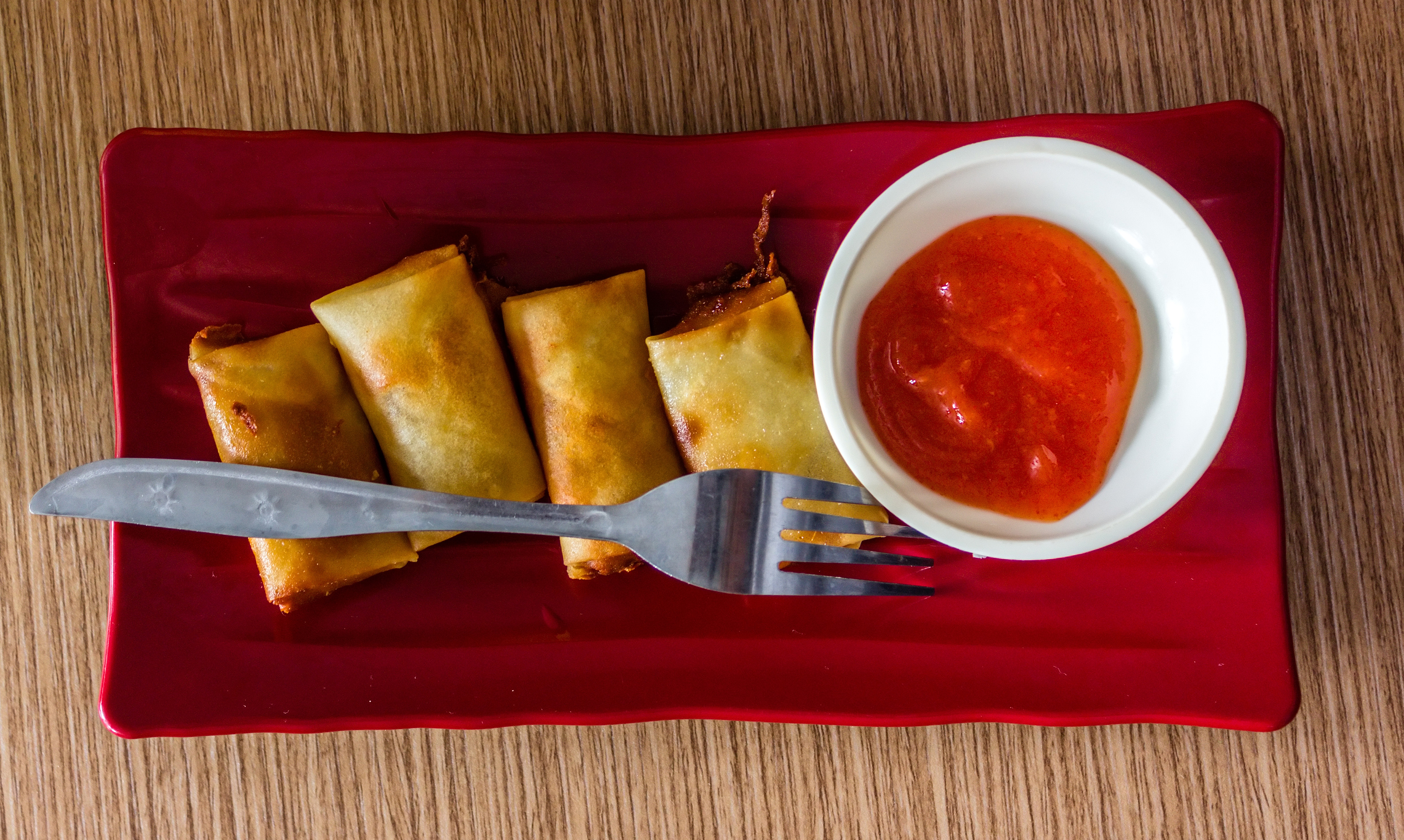
Một đĩa lumpia cỡ nhỏ với sốt chấm là tương cà

### Châu Úc

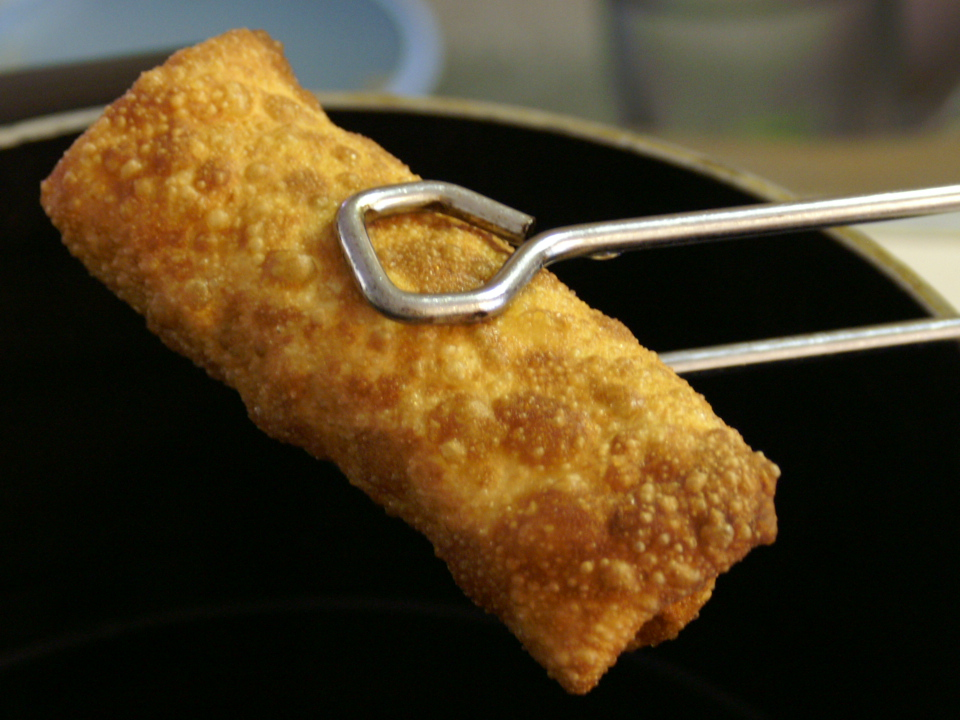
Egg roll - chả giò của người Mỹ gốc Hoa

#### Đức, Pháp, Ba Lan

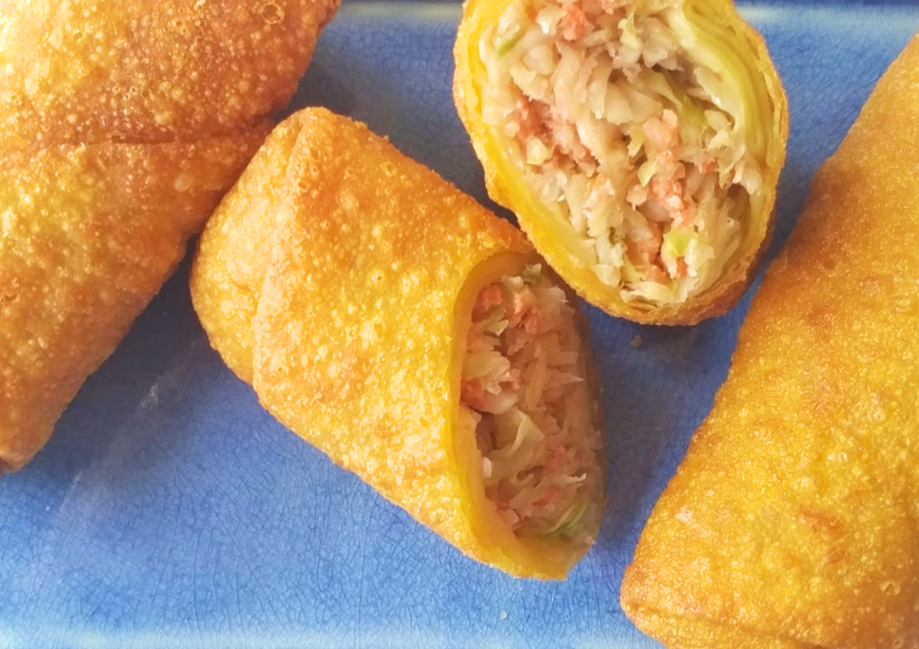
Bánh cuốn Ba Lan

### Trung, Nam Mỹ

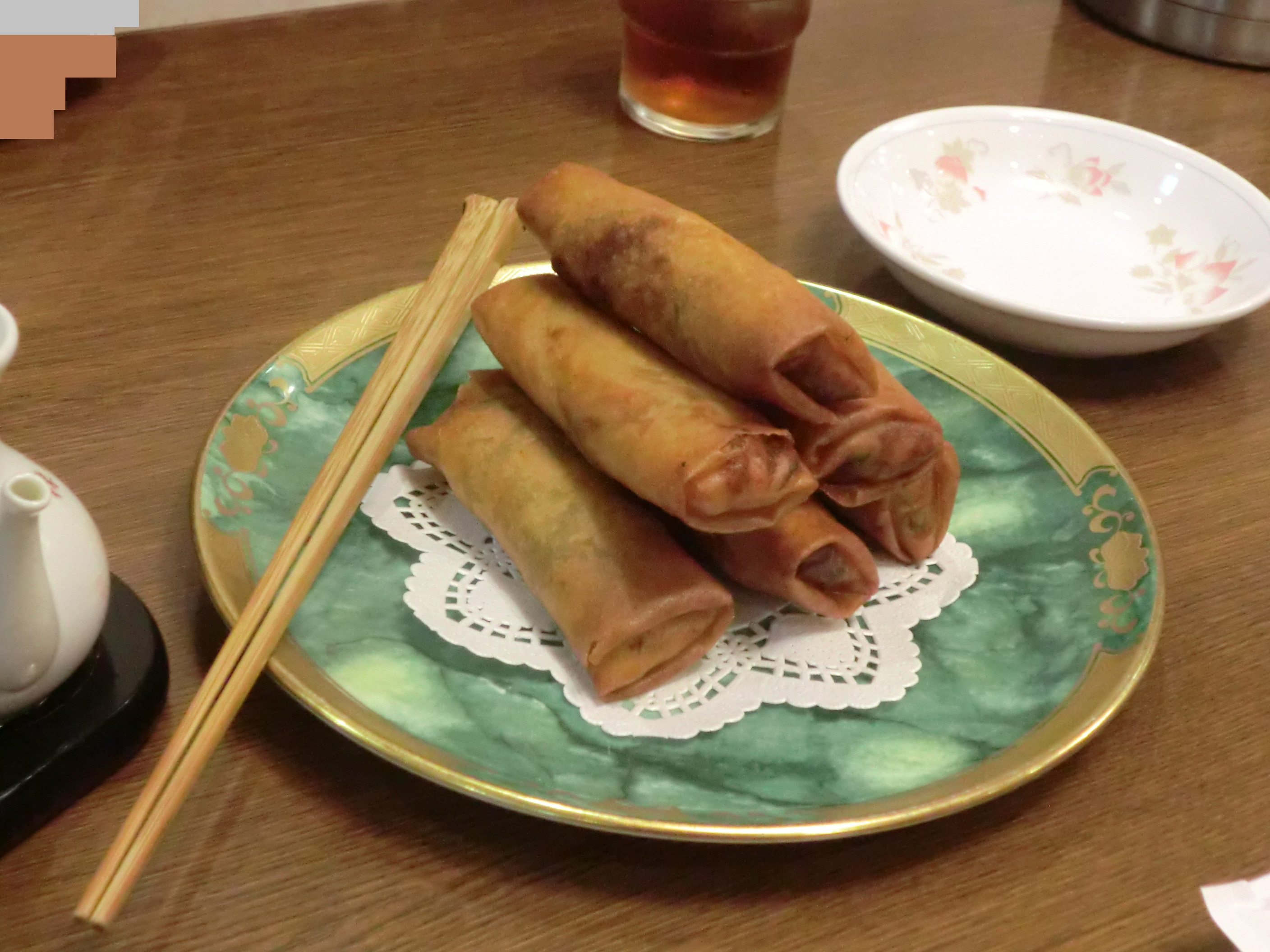
Chả giò bán trong một nhà hàng Trung Quốc ở Costa Rica

#### Mexico

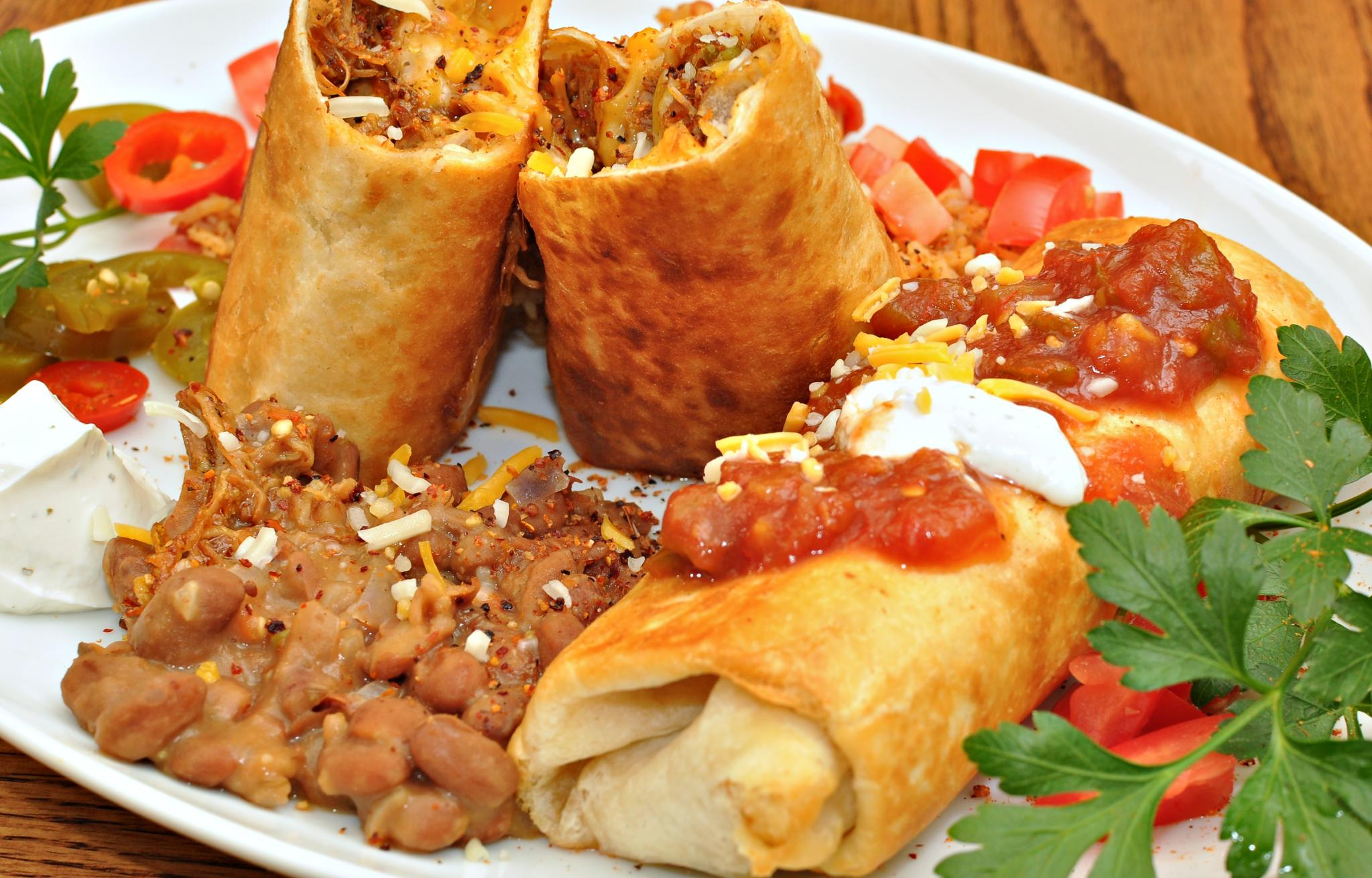
Chimichangas